# Reazione di Doebner-Miller
La reazione di Doebner-Miller è una reazione chimica dell'anilina con un composto carbonilico α,β-insaturoper formare chinoline.
Questa reazione (da non confondere con la reazione di Doebner) è un metodo di sintesi delle chinoline che va anche sotto il nome di sintesi di Skraup-Doebner-Von Miller, in onore del chimico ceco Zdenko Hans Skraup (1850-1910) e dei tedeschi Oscar Döbner (1850–1907) e Wilhelm von Miller (1848–1899). Quando il carbonile α,β-insaturo è preparato in-situ da due composti carbonilici (tramite una condensazione aldolica), la reazione è nota anche come metodo di Bayer per le chinoline.
La reazione è catalizzata da un acido di Lewis come tetracloruro di stagno o il triflato di scandio, così come da acidi di Bronsted come l'acido p-toluen-solfonico, l'acido perclorico, l'amberlite o ioduri.

## Meccanismo di reazione
Il meccanismo di reazione di questa reazione, così come quello della sintesi di Skraup, sono ancora in discussione. Uno studio del 2006 avanza l'ipotesi che il meccanismo sia una frammentazione e ricombinazione, come dimostrerebbero degli esperimenti con gli isotopi del carbonio.